# 保科正富
保科 正富（ほしな まさとみ）は、江戸時代中期の大名。上総国飯野藩6代藩主。官位は従五位下・越前守。

## 略歴
享保17年（1732年）5月15日、5代藩主・保科正寿の次男として生まれる。元文4年（1739年）、父が死去したため、家督を継いだ。これは長兄の清光院が将軍に御目見することなく延享元年（1744年）に死去したため、正富が身代わりとして藩主に擁立されたものともされている。
延享4年（1747年）12月に従五位下、越前守に叙位・任官する。寛延元年（1748年）に元服する。日光祭礼奉行を4回、大坂加番を3回ほど歴任した。明和7年（1770年）7月5日に長男の正率に家督を譲って隠居する。その後、正宜（まさよし）と改名した。安永7年（1778年）閏7月、桂山と号して剃髪する。
寛政9年（1797年）12月10日、江戸で死去した。享年66。

## 系譜
父母
- 保科正寿（父）
- 於染、慈照院 ー 津軽信寿の娘（母）

正室
- 於喜井、華愕院 ー 永井直期の娘

子女
- 保科正率（長男）生母は華愕院（正室）
- 九鬼隆晁（三男）
- 大岡清定（四男）
- 黒田直儀（五男）
- 保科正温
- 阿部亀次郎室
- 松平親貞正室後に本多忠直継室
- 武田信親正室